# Megalovania
«Megalovania» (иногда пишется заглавными буквами) — инструментальная композиция, созданная Тоби Фоксом. Впервые была написана для Radiation Halloween Hack — модификации игры EarthBound, разработанной для конкурса фан-сайта серии Mother в ноябре 2008 года. Вдохновлённая композицией «Megalomania» из игры Live A Live и музыкой финального босса из Brandish 2: The Planet Buster, мелодия предназначалась для финальной битвы модификации и создавалась посредством записи Фоксом произвольных вокальных партий в микрофон. Само название представляет собой сочетание слов «мегаломания» и «Трансильвания», второе из которых должно было подчеркнуть Хэллоуинскую тематику проекта. Позднее композиция была аранжирована для саундтрека веб-комикса Homestuck под названием «MeGaLoVania» при участии Йорена «Tensei» де Брёйна, а сам Фокс позднее использовал другую версию в качестве темы финального босса для маршрута «геноцида» в своей видеоигре 2015 года Undertale при сражении с Сансом.
Композиция получила широкую популярность, особенно после выхода Undertale, что привело к появлению множества мемов и ремиксов, которые выделились в отдельный поджанр на YouTube. Впоследствии трек появился в других играх и медиа, таких как Super Smash Bros. Ultimate, а также был исполнен цирком для Папы Франциска. Другие музыканты, включая Ёко Симомуру, также создали собственные интерпретации композиции. Различные медиа-издания отмечали её интенсивность и композиционные особенности, а «Megalovania» используется не только для анализа заложенных в Undertale идей, но и для изучения интернет-реакции в целом через её использование на платформах социальных сетей, таких как TikTok.

## Концепция и история
В 2008 году фан-сайт starmen.net, посвящённый серии видеоигр Mother, провёл ежегодный конкурс фанатских работ «Halloween Funfest», связанных с данной франшизой. В ноябре того же года Тоби Фокс под интернет-псевдонимом «Radiation» представил модификацию игры EarthBound под простым названием Radiation Halloween Hack. Ромхак включал в себя музыку из других игр, и изначально для финального босса Фокс планировал использовать композицию «Megalomania» из игры Live A Live для Super Nintendo. Эта музыкальная тема, звучавшая в завершении каждой главы игры, привлекла Фокса своей простотой, но он также полагал, что её постоянное повторение формировало у игроков рефлекторное восприятие финала. Однако попытка транскрибировать данную композицию для её воспроизведения оказалась чрезмерно сложной, и в результате Фокс решил написать полностью оригинальное произведение.
Для этого он выкрикивал в микрофон произвольные вокальные партии, а затем транскрибировал их, что делало процесс достаточно длительным. Последующее сочинение композиции заняло у Фокса значительно меньше времени — около тридцати минут. Несмотря на использование схожих аккордов, трек черпал вдохновение из «Megalomania» не с точки зрения композиционного построения, а стремясь стать «мощной композицией, которая могла бы подойти для аналогичных целей». В то же время сама мелодия была вдохновлена темой финального босса из игры Brandish 2: The Planet Buster — серии игр, которая значительно повлияла на несколько других аспектов ромхака. После выхода модификации Фокс заметил, что люди извлекают музыку непосредственно из игры; однако внутриигровая версия имела встроенную задержку, которая сохранялась в извлечённых файлах. Он решил выпустить копию, созданную непосредственно в программе для создания музыки, но затем понял, что так и не дал композиции название. После размышлений он назвал её «Megalovania» — сочетание названия оригинального источника вдохновения и слова «Transylvania», вторая часть которого должна была добавить «хэллоуинскую атмосферу» в связи с происхождением композиции.
Позднее Тоби Фокс работал музыкантом над веб-комиксом Homestuck, и в 2011 году «Megalovania» была аранжирована для его шестого тома под названием Heir Transparent при участии Йорена «Tensei» де Брёйна, который исполнил гитарные партии. Композиция стала заметно длиннее, и хотя в других своих треках Фокс использовал синтезированные гитары, при понижении на октаву из-за особенностей оригинального звучания Super Nintendo они звучали нечётко. Сам звук системы Super Nintendo не мог быть изменён, поскольку, по мнению Фокса, это противоречило бы замыслу композиции. Вместо этого он написал несколько расширенных гитарных секций, стремясь избежать резкого и нелепого звучания, сохранив при этом мощное звучание, что было облегчено тем фактом, что гитара де Брёйна могла воспроизводить ноты выше, чем большинство других инструментов. Поскольку технически это был третий релиз композиции, он использовал заглавные буквы в названии для отличия от предыдущих версий, в результате чего получилось «MeGaLoVania». После выпуска, несмотря на то что и Фокс, и де Брёйн были довольны результатом, он признал справедливость некоторой критики, отметив, что добавленное им гитарное соло было неоригинальным, и что в будущих версиях он переделал бы композицию без использования звука Super Nintendo.
В 2015 году Тоби Фокс выпустил Undertale — игру, которую он разработал и для которой сочинил музыку. «Megalovania» вновь появилась в качестве музыкального сопровождения битвы со скелетом Сансом, который сражается с игроком в конце маршрута «геноцида», после того как игрок убил почти всех остальных неигровых персонажей в игре. Данная версия ближе к оригинальной из ромхака, однако в ней убрана медленная вступительная часть. Она также послужила основой для последующих использований композиции, таких как аранжировка, созданная Фоксом для Super Smash Bros. Ultimate в 2019 году в качестве загружаемого контента. Помимо этого, ряд других игр включил композицию в рамках перекрёстного продвижения с Undertale, среди них Pop’n Music, Dance Dance Revolution A3 и Gitadora High-Voltage, в последней из которых была использована рок-н-ролльная обработка композиции авторства Юи Ёкоямы. В 2019 году японская музыкальная организация MUSIC Engine в Токио исполнила оркестровую версию музыки из Undertale, которая включала «Megalovania».

## Восприятие и влияние
После выхода игры композиция «Megalovania» получила широкое признание среди музыки из видеоигр, появляясь в телевизионных программах и исполняясь актёром и музыкантом Джеком Блэком на его игровом канале YouTube. Отмечается её узнаваемость с первых нот даже для тех, кто не знаком с видеоиграми. Журналист Райан Вудроу из американского издания Sports Illustrated отметил высокие музыкальные качества композиции, указав, что музыка в Undertale создаёт контраст с характером Санса в решающей битве.
Различные исполнители и организации создали собственные версии «Megalovania». Ёко Симомура, композитор оригинальной музыки для Live A Live, отметила, что после выхода Undertale многие поклонники спрашивали её об этой композиции. По словам Тоби Фокса, на официальном концерте она исполнила ремиксованную версию «Megalomania» с включением элементов «Megalovania». Twitter-аккаунт игры Cult of the Lamb использовал композицию в рекламных материалах, где администратор аккаунта воспроизводил мелодию «Megalovania» с помощью игровых товаров для продвижения продаж. Для игры Pesterquest, действие которой происходит во вселенной Homestuck, музыкант Джеймс Роуч использовал мелодию из «Megalovania» в композиции «Yeah It Is». В 2022 году песня прозвучала в Ватикане в рамках циркового представления на аудиенции у Папы Франциска.
В работе под названием «Undertale: A Case Study in Ludomusicology» Мэттью Перес отметил, что хотя большая часть популярности композиции связана с её использованием в Undertale, по его мнению, она противоречит «запутанному посланию Тоби Фокса об этике и принятии решений в видеоиграх», поскольку как бы награждает игроков мелодией. Тем не менее он положительно оценил саму композицию, отметив, что её басовая линия «придаёт треку энергичность в различных частях, а разнообразная инструментовка постоянно обновляет звуковую атмосферу во время боя».
Палмер Хааш из Polygon описал композицию как имеющую «постоянное присутствие в интернет-игровой культуре конца 2010-х годов», что он частично связал с успехом Undertale и её частым использованием в фанатских ремиксах и шитпостах, которые создавались на протяжении многих лет. По мнению Джен Гленнон из Inverse, фанатские ремиксы сформировали отдельный поджанр на YouTube. Хааш также отметил широкое распространение композиции в социальной сети TikTok, заявив, что «её повторяющиеся риффы и мелодраматичная звуковая палитра в стиле чиптюн хорошо подходят для TikTok, поскольку делают звуки запоминающимися и необычными», и хорошо сочетаются с различными мем-культурами, уже формирующимися на платформе, а также с адаптациями старых мемов, таких как рикроллинг, для включения этой композиции. Хааш заключил, что мало композиций оказали такое влияние на интернет-культуру 2010-х годов, и что это даёт основания измерять успех песни «не коммерческими достижениями, а способностью к постоянному переосмыслению». По состоянию на 2023 год «Megalovania» является самой прослушиваемой композицией из видеоигр на Spotify.